# Polypodium vittariiforme
Polypodium vittariiforme là một loài dương xỉ trong họ Polypodiaceae. Loài này được Rosenst. mô tả khoa học đầu tiên năm 1908.